# Canto (Album)
Canto ist ein Musikalbum von Susan Alcorn mit dem Septeto del Sur. Die am 19. und 20. November 2022 in María Pinto, Chile, entstandenen Aufnahmen erschienen am 10. November 2023 auf Relative Pitch Records.

## Hintergrund
Die Musik von Canto ist mit einer Ausnahme von Susan Alcorn geschrieben und inspiriert von Alcorns Reisen nach Chile, zuerst 2003, als sie die Sprache und die Musik der Region studierte. Damals erkannte sie, dass viele der Lieder untrennbar mit der tragischen Geschichte des Landes verbunden waren, insbesondere mit der Diktatur von Augusto Pinochet.
Die amerikanische Pedal-Steel-Gitarristin Susan Alcorn nahm das Album mit einer chilenischen Gruppe auf. Der Gitarrist Luis „Toto“ Alvarez stellte dieses Ensemble zusammen, dem Musiker angehörten, die alle mit der chilenischen und andinen Volksmusik und anderen lateinamerikanischen Musikrichtungen vertraut sind: Neben dem Flötisten und Gitarristen Rodrigo Bobadilla, der mit Patricia Manns, einem Begründer der chilenischen Nueva-Canción-Bewegung zusammen gearbeitet hatte, waren dies Amanda Irarrazabal (Kontrabass, Gesang), die Brüder Claudio „Pajaro“ Araya (Schlagzeug, Cuatro) und Francisco „Pancho“ Araya (Charango, Quena) und Danka Villanueva (Violine, Bratsche, Gesang). Alvarez und Irarrazabal hatten zuvor bereits mit Lukas Ligeti bzw. Joëlle Léandre im Bereich der Improvisationsmusik gearbeitet.
Canto war eine der letzten Aufnahmesessions der Gitarristin; Alcorn starb Ende Januar 2025.

## Titelliste
- Susan Alcon / Septeto del Sur: Canto (Relative Pitch Records)[4]

1. Suite Para todos 6:15
2. Canto I. ¿Dónde están? 6:52
3. Canto II. Presente – Sueño de luna azul 12:47
4. Canto III. Lucax 7:32
5. Mercedes Sosa 5:52
6. El derecho de vivir en paz (Victor Jara) 4:18

Wenn nicht anders vermerkt, stammen die Kompositionen von Susan Alcorn.

## Rezeption
Die Pedal-Steel-Gitarristin Susan Alcorn habe sich sowohl auf diesem Album als auch auf andere Weise stark diversifiziert, und dieses Album, das chilenische Volksmusik in einem solchen Ausmaß umfasse, dass es zeitweise problemlos unter dem Etikett Weltmusik abgelegt werden könnte, sei ein weiterer Meilenstein auf diesem Weg, lobte Nic Jones im Jazz Journal. Das sei eine gute Sache, nicht zuletzt, weil es Ausdruck einer musikalischen Intelligenz ist, die keine Grenzen kenne, und damit ein Hinweis darauf, dass Musik ein Produkt zutiefst menschlicher Schöpfung sei. Für den Rezensenten würde ein wiederkehrendes Viertonmotiv am Anfang von „Suite Para todos“ stark an ein ähnliches Motiv in „The Fall’s Mansion“ aus dem Album This Nation’s Saving Grace erinnern. Aber dieser Faden würde bald durch die Entwicklung zu einem Zustand nahezu freier Improvisation unterbrochen, bevor sich eine offenkundig volkstümliche Anmutung etabliere und dann die beiden Strömungen zusammengeführt würden. Das seien keine kleinen Schritte, wenn man bedenke, dass das Stück knapp über der Sechs-Minuten-Marke ende.
Alcorn präsentiere auf Canto einen ganz anderen Klang als auf ihrem 2020 erschienenen Quintett-Album Pedernal, stellte Jim Hynes in seiner Besprechung für Making a Scene fest. Das Septeto del Sur, mit dem sie hier auftrete, sei eine Gruppe chilenischer Improvisations- und Folkmusiker, die zeitgenössische Klassik, chilenische Folkmusik und Nueva canción mit freier Improvisation verbänden. Die Harmonik mit der Pedal-Steel-Gitarre von Alcorn funktioniere überraschend gut, was aber bei einem Album mit Alcorn an der Spitze nicht verwunderlich sei. Im Zentrum des Albums stehe die dreiteilige Suite „Canto“, in deren erstem Teil eine Melodie auftauche, die in ganz Lateinamerika für die „Verschwundenen“ gesungen werde, während im zweiten Teil an deren Gegenwart erinnert werden. Dieses epische, 13-minütige Stück umfasse etwa eine chilenische Version einer Spaghetti-Western-Filmmusik, Doom Metal und auch Olivier Messiaens „Et exspecto resurrectionem mortuorum“. Die Art und Weise, wie die Instrumente miteinander verschmelzen und oft kontrapunktisch zur Pedal-Steel-Gitarre geführt werden, sei faszinierend. Der dritte Satz sei dem ehemaligen politischen Gefangenen Lukax Santana gewidmet und beginne mit einem melodischen Solo Alcorns, bevor die Gruppe nach etwa zwei Minuten einsetzt und anschließend erneut wild improvisiert, bis das schöne Thema in den letzten Minuten wiederkehrt. Canto „ist abwechselnd wunderschön, entwaffnend und beruhigend und steht einzigartig für sich.“
Auch für Joseph Neff (Vinyl District) ist Canto ein beeindruckendes Album, das eine Reise Alcorns nach Chile dokumentiert, wo sie auf die freien Improvisatoren und Volksmusikern des Septeto del Sur traf. Fünf Eigenkompositionen und die Interpretation eines Liedes von Victor Jara, des großen chilenischen Folksängers und Eckpfeilers der Nueva-Canción-Bewegung, erweiterten Alcorns Klang auf unerwartete Weise.